# Petr Mrázek
Petr Mrázek (ur. 14 lutego 1992 w Ostrawie) – czeski hokeista, reprezentant Czech.

## Kariera klubowa
- HC Vítkovice U18 (2006–2009)
  -  HC Frýdek-Místek U18 (2007)
- HC Vítkovice (2008)
- HC Vítkovice U20 (2008–2009)
- Ottawa 67’s (2009–2012)
- Toledo Walleye (2012−2013)
- Grand Rapids Griffins (2012-)
- Detroit Red Wings (2013-2018)
- Philadelphia Flyers (2018)
- Carolina Hurricanes (2018–2021)
- Toronto Maple Leafs (2021–2022)
- Chicago Blackhawks (2022-)

Wychowanek klubu HC Vítkovice w rodzinnym mieście. Sukcesywnie awansował od juniorskich drużyn klubu do seniorskiego zespołu, w którym rozegrał jeden mecz w czeskiej ekstralidze. W drafcie 2009 do OHL w ramach CHL został wybrany z numerem 30 przez kanadyjski klub Ottawa 67’s. W połowie 2009 wyjechał do Kanady i przez trzy sezony grał w jego barwach w lidze OHL. W maju 2010 w KHL Junior Draft został wybrany przez ukraiński klub Budiwelnyk Kijów (ostatecznie nie przystąpił do ligi KHL), a miesiąc później w drafcie NHL z 2010 został wybrany przez amerykański Detroit Red Wings. W październiku 2011 podpisał trzyletni kontrakt wstępny z Detroit Red Wings. Od 2012 występował w zespole farmerskim wobec Red Wings, Grand Rapids Griffins, w lidze AHL. Epizodycznie 7 lutego 2013 zadebiutował w lidze NHL w barwach Detroit, a 10 dni później rozegrał drugi mecz. 24 maja 2015 został po raz drugi wybrany w KHL Draft, przez klub Łokomotiw Jarosław. Od sezonu NHL (2014/2015) na stałe w składzie Detroit, w tym w fazie play-off. Przedłużał kontrakt z Red Wings w lipcu 2014 o rok, w lipcu 2016 o dwa lata. W lutym 2018 przeszedł do. Od lipca 2018 zawodnik Carolina Hurricanes. Pod koniec lipca 2021 ogłoszono jego transfer do Toronto Maple Leafs i trzyletni kontrakt. W lipcu 2022 został zaangażowany przez Chicago Blackhawks.

## Kariera reprezentacyjna
Wystąpił w barwach reprezentacji Czech do lat 18 na mistrzostwach świata w 2009. Z reprezentacją do lat 20 zagrał na mistrzostwach świata juniorów w 2012. W seniorskiej kadrze Czech uczestniczył w turniejach mistrzostw świata w 2012, 2017, Pucharu Świata 2016.

## Sukcesy

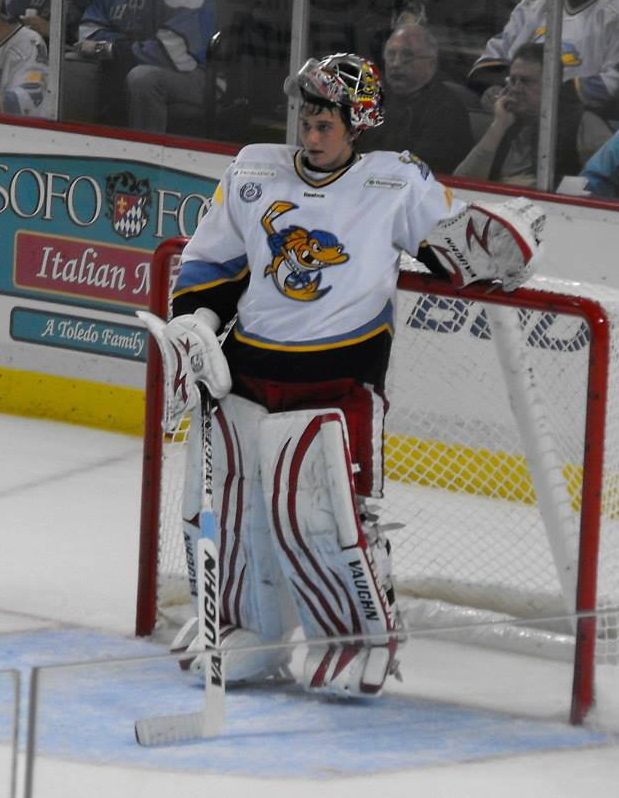
Petr Mrázek w barwach Toledo Walleye (2012)

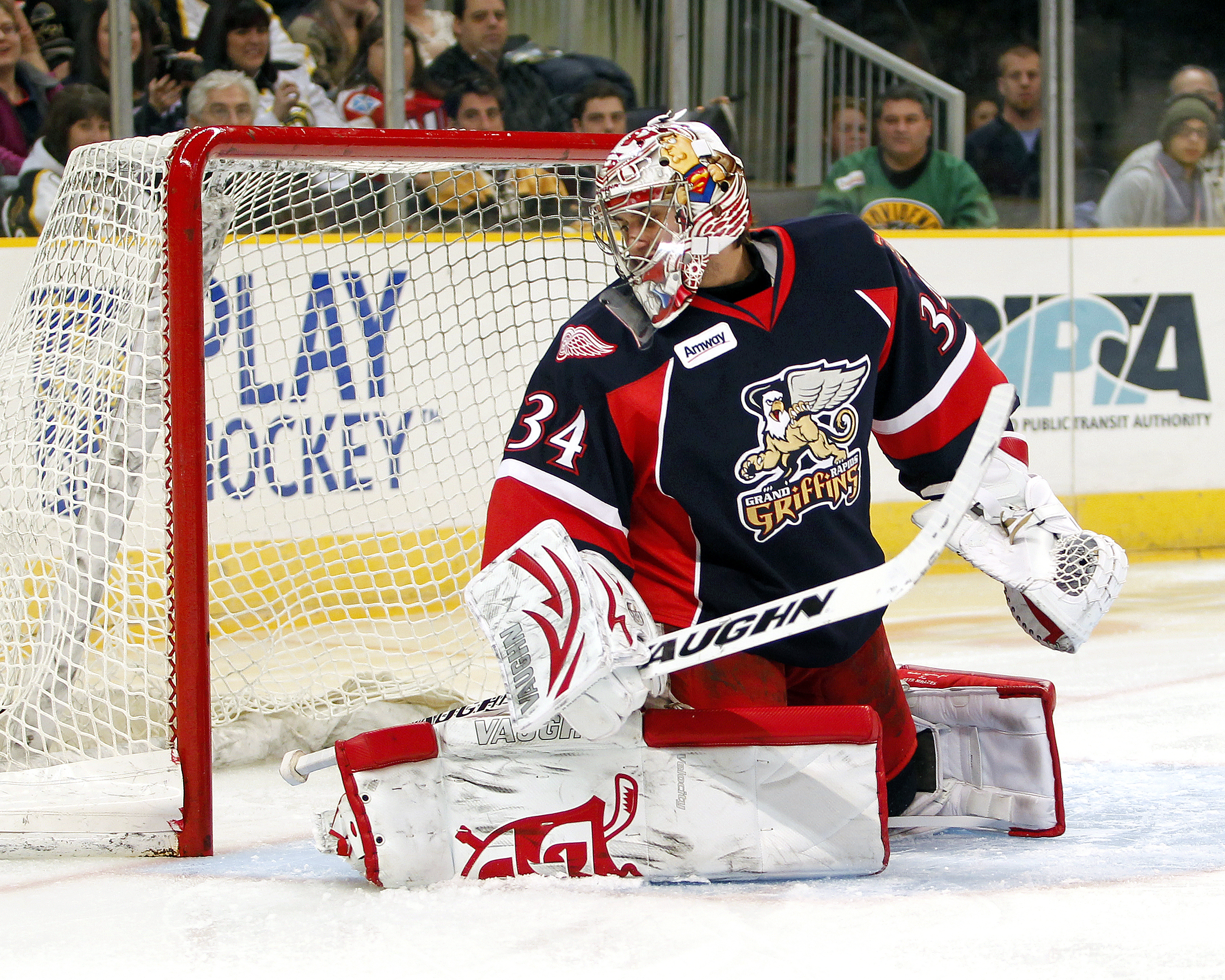
Petr Mrázek w barwach Grand Rapids Griffins (2013)

Reprezentacyjne
- Brązowy medal mistrzostw świata: 2011, 2012

Klubowe
- Złoty medal mistrzostw Czech do lat 18: 2009 z HC Vítkovice U18
- Złoty medal mistrzostw Czech do lat 20: 2009 z HC Vítkovice U20
- Leyden Trophy: 2010, 2011, 2012 z Ottawa 67’s
- Mistrzostwo dywizji AHL: 2013 z Grand Rapids Griffins
- Mistrzostwo konferencji AHL: 2013 z Grand Rapids Griffins
- Norman R. „Bud” Poile Trophy: 2013 z Grand Rapids Griffins
- Puchar Caldera: 2013 z Grand Rapids Griffins

Indywidualne
- OHL 2009/2010:
  - Dinty Moore Trophy - pierwsze miejsce w klasyfikacji średniej goli straconych na mecz wśród pierwszoroczniaków: 3,00
  - Drugi skład gwiazd pierwszoroczniaków
- OHL 2010/2011:
  - Pierwsze miejsce w klasyfikacji skuteczności interwencji: 92,0%
  - Trzeci skład gwiazd
- Mistrzostwa Świata Juniorów w Hokeju na Lodzie 2012/Elita:
  - Pierwsze miejsce w klasyfikacji skuteczności interwencji na turnieju: 92,79%[8]
  - Drugie miejsce w klasyfikacji średniej goli straconych na mecz na turnieju: 2,49%
  - Jeden z trzech najlepszych zawodników reprezentacji na turnieju
  - Najlepszy bramkarz turnieju
  - Skład gwiazd turnieju
- AHL 2012/2013:
  - Mecz Gwiazd AHL
  - Najlepszy zawodnik tygodnia - 3 lutego 2013
- AHL 2013/2014:
  - Drugi skład gwiazd